# Società Sportiva Lazio 1975-1976
Questa voce raccoglie le informazioni riguardanti la Società Sportiva Lazio nelle competizioni ufficiali della stagione 1975-1976.

## Stagione

Il giovane Bruno Giordano (n. 9), frettolosamente lanciato quale erede del transfuga Chinaglia, si rivela decisivo nella corsa alla salvezza: qui realizza il momentaneo raddoppio nel 4-0 al Milan del 9 maggio 1976.

Una stagione deludente quella laziale, iniziata con propositi di restare nelle alte sfere della classifica e chiusa con una rocambolesca salvezza, ottenuta grazie alla differenza reti di -5 rispetto al -15 dell'Ascoli, entrambe dopo aver ottenuto in campionato 23 punti. Una stagione iniziata con Giulio Corsini sulla panchina nemmeno male, vincendo nel precampionato il girone qualificatorio di Coppa Italia e ottenendo l'accesso al girone finale, ma poi in campionato la situazione precipita; ai primi di dicembre dopo la sconfitta (2-1) di Ascoli viene richiamato il nocchiero Tommaso Maestrelli, momentaneamente ristabilitosi da una grave malattia, ma la musica non cambia.
Nel delicato finale del torneo viene a mancare l'apporto di Giorgio Chinaglia, tornato ai Cosmos di New York, sicché si punta sul giovane Bruno Giordano: due sue reti si riveleranno decisive nelle ultime due giornate, una in casa con il Milan e l'altra a Como in uno scontro diretto, dando concretezza alla salvezza. Il campionato è stato vinto dal Torino con 45 punti, seconda la Juventus con 43 punti, scendono in Serie B l'Ascoli con 23 punti, il Como con 21 punti e il Cagliari con 19 punti.
Come accennato, l'onore laziale in questa tribolata stagione viene salvato da una discreta Coppa Italia: nel girone finale disputato a fine campionato, i biancazzurri sfiorano la finale, arrivando a un solo punto dal Verona, che nell'ultimo atto verrà sconfitto in finale (4-0) dal Napoli.
Nella Coppa UEFA la squadra capitolina supera nel doppio confronto del primo turno i sovietici del Černomorec, ma nei sedicesimi del torneo, in programma contro il Barcellona, la Lazio viene squalificata per avere rinunciato a giocare la gara di andata a Roma, per protesta contro l'allora regime franchista al potere in Spagna; perderà successivamente (4-0) il match di ritorno in Catalogna.

## Divise
| Casa | Trasferta | Terza divisa |

## Organigramma societario
Area direttiva
- Presidente: Umberto Lenzini

Area organizzativa
- Segretario: Fernando Vona
- Team manager: Luigi Bezzi

Area tecnica
- Allenatore: Giulio Corsini, da dicembre Tommaso Maestrelli
- Allenatore in seconda: Roberto Lovati

Area sanitaria
- Medico sociale: Renato Ziaco
- Massaggiatori: Luigi Trippanera, Armando Esposito

## Rosa
| N. |                   | Ruolo | Calciatore           |
| -- | ----------------- | ----- | -------------------- |
|    | Italia (bandiera) | P     | Giuseppe Avagliano   |
|    | Italia (bandiera) | P     | Avelino Moriggi      |
|    | Italia (bandiera) | P     | Felice Pulici        |
|    | Italia (bandiera) | P     | Alvaro Rezzonico     |
|    | Italia (bandiera) | D     | Paolo Ammoniaci      |
|    | Italia (bandiera) | D     | Stefano Di Chiara    |
|    | Italia (bandiera) | D     | Pietro Ghedin        |
|    | Italia (bandiera) | D     | Lionello Manfredonia |
|    | Italia (bandiera) | D     | Luigi Martini        |
|    | Italia (bandiera) | D     | Sergio Petrelli      |
|    | Italia (bandiera) | D     | Luigi Polentes       |
|    | Italia (bandiera) | D     | Giuseppe Wilson      |
|    | Italia (bandiera) | C     | Andrea Agostinelli   |

| N. |                   | Ruolo | Calciatore             |
| -- | ----------------- | ----- | ---------------------- |
|    | Italia (bandiera) | C     | Roberto Badiani        |
|    | Italia (bandiera) | C     | Sergio Borgo           |
|    | Italia (bandiera) | C     | Francesco Brignani     |
|    | Italia (bandiera) | C     | Vincenzo D'Amico       |
|    | Italia (bandiera) | C     | Antonio Lopez          |
|    | Italia (bandiera) | C     | Domenico Masuzzo       |
|    | Italia (bandiera) | C     | Luciano Re Cecconi     |
|    | Italia (bandiera) | A     | Giorgio Chinaglia      |
|    | Italia (bandiera) | A     | Giovanni Carlo Ferrari |
|    | Italia (bandiera) | A     | Renzo Garlaschelli     |
|    | Italia (bandiera) | A     | Bruno Giordano         |
|    | Italia (bandiera) | A     | Fortunato Loddi        |

## Calciomercato

### Sessione estiva
| Acquisti | Acquisti               | Acquisti | Acquisti      |
| R.       | Nome                   | da       | Modalità      |
| -------- | ---------------------- | -------- | ------------- |
| P        | Giuseppe Avagliano     | Como     | fine prestito |
| D        | Paolo Ammoniaci        | Cesena   | definitivo    |
| C        | Sergio Borgo           | Foggia   | fine prestito |
| C        | Francesco Brignani     | Cesena   | definitivo    |
| C        | Antonio Lopez          | Pescara  | definitivo    |
| A        | Giovanni Carlo Ferrari | Avellino | definitivo    |
| A        | Fortunato Loddi        | Sorrento | fine prestito |

| Cessioni | Cessioni           | Cessioni   | Cessioni   |
| R.       | Nome               | a          | Modalità   |
| -------- | ------------------ | ---------- | ---------- |
| P        | Luigi Bonetti      | Pro Patria | definitivo |
| D        | Giancarlo Oddi     | Cesena     | definitivo |
| D        | Giuliano Tinaburri | Triestina  | definitivo |
| C        | Mario Frustalupi   | Cesena     | definitivo |
| C        | Franco Nanni       | Bologna    | definitivo |
| A        | Paolo Franzoni     | Avellino   | definitivo |

### Sessione autunnale
| Acquisti | Acquisti | Acquisti | Acquisti |
| R.       | Nome     | da       | Modalità |
| -------- | -------- | -------- | -------- |

| Cessioni | Cessioni           | Cessioni | Cessioni   |
| R.       | Nome               | a        | Modalità   |
| -------- | ------------------ | -------- | ---------- |
| P        | Giuseppe Avagliano | Siracusa | prestito   |
| A        | Fortunato Loddi    | Lecce    | definitivo |

### Operazioni esterne alle sessioni
| Acquisti | Acquisti | Acquisti | Acquisti |
| R.       | Nome     | da       | Modalità |
| -------- | -------- | -------- | -------- |

| Cessioni | Cessioni          | Cessioni    | Cessioni   |
| R.       | Nome              | a           | Modalità   |
| -------- | ----------------- | ----------- | ---------- |
| A        | Giorgio Chinaglia | N.Y. Cosmos | definitivo |

## Risultati

### Serie A

#### Girone di andata
| Arbitro: | Barbaresco (Cormons) |

|  |           |              |
|  | Marcatori | 90’ Giordano |

| Arbitro: | Menicucci (Firenze) |

|               |           |               |
| Chinaglia 16’ | Marcatori | 22’ Facchetti |

| Arbitro: | Michelotti (Parma) |

|                               |           |  |
| Vannini 53’ S. Pellizzaro 78’ | Marcatori |  |

| Arbitro: | Gussoni (Tradate) |

|              |           |                     |
| Giordano 64’ | Marcatori | 80’ (aut.) Brignani |

| Arbitro: | Casarin (Milano) |

|                  |           |  |
| Damiani 47’, 53’ | Marcatori |  |

| Arbitro: | Gonella (Torino) |

|               |           |              |
| Chinaglia 78’ | Marcatori | 54’ De Sisti |

| Arbitro: | Prati (Parma) |

|                      |           |                      |
| Gola 46’ Morello 54’ | Marcatori | 89’ (rig.) Chinaglia |

| Arbitro: | Casarin (Milano) |

|  |           |               |
|  | Marcatori | 11’ Boccolini |

| Arbitro: | Gialluisi (Barletta) |

|                                  |           |                           |
| A. Moro 42’ Chinaglia 68’ (aut.) | Marcatori | 32’ Chinaglia 36’ D'Amico |

| Arbitro: | Gussoni (Tradate) |

|                                            |           |  |
| Garlaschelli 23’ Chinaglia 25’ D'Amico 44’ | Marcatori |  |

| Arbitro: | Panzino (Catanzaro) |

|                                |           |                          |
| Garlaschelli 12’ Chinaglia 75’ | Marcatori | 19’ Zuccheri 84’ Rognoni |

| Arbitro: | Reggiani (Bologna) |

|                               |           |                |
| F. Graziani 13’ P. Pulici 29’ | Marcatori | 71’ Re Cecconi |

| Arbitro: | Michelotti (Parma) |

|                |           |                   |
| L. Martini 60’ | Marcatori | 33’, 81’ Desolati |

| Arbitro: | Gialluisi (Barletta) |

|                                       |           |  |
| Benetti 60’ E. Calloni 62’ Rivera 88’ | Marcatori |  |

| Arbitro: | Bergamo (Livorno) |

|                                   |           |                                |
| Garlaschelli 14’, 63’ Ferrari 65’ | Marcatori | 16’ (aut.) Wilson 56’ R. Rossi |

#### Girone di ritorno
| Arbitro: | Mascali (Desenzano del Garda) |

|                  |           |              |
| Garlaschelli 41’ | Marcatori | 40’ Saltutti |

| Arbitro: | Barbaresco (Cormons) |

|            |           |  |
| Oriali 50’ | Marcatori |  |

| Arbitro: | Menicucci (Firenze) |

|                      |           |  |
| Chinaglia 31’ (rig.) | Marcatori |  |

| Arbitro: | Casarin (Milano) |

|             |           |  |
| Clerici 57’ | Marcatori |  |

| Arbitro: | Panzino (Catanzaro) |

|                    |           |                                 |
| Gentile 10’ (aut.) | Marcatori | 37’ Bettega 50’ (aut.) Petrelli |

| Roma 14 marzo 1976 21ª giornata | Roma             | 0 – 0 referto | Lazio | Stadio Olimpico\| Arbitro: \| Gonella (Torino) \| |
| Arbitro:                        | Gonella (Torino) |               |       |                                                   |

| Arbitro: | Ciacci (Firenze) |

|                                                |           |          |
| L. Martini 46’ Scorsa 60’ (aut.) Chinaglia 74’ | Marcatori | 83’ Gola |

| Arbitro: | Lenardon (Siena) |

|           |           |  |
| Massa 88’ | Marcatori |  |

| Arbitro: | Bergamo (Livorno) |

|                  |           |            |
| Luppi 40’ (aut.) | Marcatori | 32’ Zigoni |

| Arbitro: | Gussoni (Tradate) |

|                         |           |            |
| L. Piras 11’ Virdis 73’ | Marcatori | 52’ Wilson |

| Cesena 18 aprile 1976 26ª giornata | Cesena               | 0 – 0 referto | Lazio | Stadio La Fiorita\| Arbitro: \| Barbaresco (Cormons) \| |
| Arbitro:                           | Barbaresco (Cormons) |               |       |                                                         |

| Arbitro: | Michelotti (Parma) |

|                    |           |                       |
| C. Sala 65’ (aut.) | Marcatori | 89’ (aut.) Re Cecconi |

| Arbitro: | Casarin (Milano) |

|                                                         |           |                                                 |
| Caso 19’, 65’ L. Martini 43’ (aut.) Desolati 57’ (rig.) | Marcatori | 6’ Giordano 50’ Garlaschelli 83’ (rig.) D'Amico |

| Arbitro: | Ciacci (Firenze) |

|                                                              |           |  |
| D'Amico 10’ (rig.) Giordano 38’ Garlaschelli 60’ Badiani 89’ | Marcatori |  |

| Arbitro: | Agnolin (Bassano del Grappa) |

|                         |           |                          |
| Pozzato 6’ Correnti 17’ | Marcatori | 20’ Giordano 53’ Badiani |

### Coppa Italia

#### Primo turno
| Ascoli Piceno 27 agosto 1975 1ª giornata | Ascoli              | 0 – 0 | Lazio | Stadio Cino e Lillo Del Duca\| Arbitro: \| Panzino (Catanzaro) \| |
| Arbitro:                                 | Panzino (Catanzaro) |       |       |                                                                   |

| Arbitro: | Bergamo (Livorno) |

|             |           |  |
| Giordano 6’ | Marcatori |  |

| 7 settembre 1975 3ª giornata |  | – Turno di riposo LAZIO |  |  |

| Arbitro: | Prati (Parma) |

|                   |           |  |
| Petrelli 32’, 36’ | Marcatori |  |

| Brescia 21 settembre 1975 5ª giornata | Brescia          | 0 – 0 | Lazio | Stadio Mario Rigamonti\| Arbitro: \| Gonella (Torino) \| |
| Arbitro:                              | Gonella (Torino) |       |       |                                                          |

#### Secondo turno
| Arbitro: | Vannucchi (Bologna) |

|                      |           |  |
| Macchi 16’, 19’, 75’ | Marcatori |  |

| Arbitro: | Panzino (Catanzaro) |

|                |           |  |
| Re Cecconi 61’ | Marcatori |  |

| Arbitro: | Moretto (San Donà di Piave) |

|  |           |                                          |
|  | Marcatori | 58’, 69’ (rig.) D'Amico 78’ Garlaschelli |

| Roma 16 giugno 1976 4ª giornata | Lazio             | 0 – 0 | Verona | Stadio Olimpico\| Arbitro: \| Barboni (Firenze) \| |
| Arbitro:                        | Barboni (Firenze) |       |        |                                                    |

| Arbitro: | Menicucci (Firenze) |

|                                                |           |                             |
| G. Marini 27’ M. Bertini 65’ (rig.) Cesati 85’ | Marcatori | 25’ Garlaschelli 69’ Wilson |

| Arbitro: | Tonolini (Milano) |

|                |           |  |
| Re Cecconi 36’ | Marcatori |  |

### Coppa UEFA
| Arbitro: | Dilek |

|                |           |  |
| Doroshenko 33’ | Marcatori |  |

| Arbitro: | Palotai |

|                           |           |  |
| Chinaglia 89’, 102’, 120’ | Marcatori |  |

| 22 ottobre Sedicesimi di finale - Andata | Lazio | 0 – 3 A tavolino referto | Barcellona |  |

| Arbitro: | Vigliani |

|                                              |           |  |
| Sotil 6’ Cruijff 43’ Neeskens 79’ Fortes 82’ | Marcatori |  |

## Statistiche

### Statistiche di squadra
| Competizione | Punti | In casa | In casa | In casa | In casa | In casa | In casa | In trasferta | In trasferta | In trasferta | In trasferta | In trasferta | In trasferta | Totale | Totale | Totale | Totale | Totale | Totale | DR |
| Competizione | Punti | G       | V       | N       | P       | Gf      | Gs      | G            | V            | N            | P            | Gf           | Gs           | G      | V      | N      | P      | Gf     | Gs     | DR |
| ------------ | ----- | ------- | ------- | ------- | ------- | ------- | ------- | ------------ | ------------ | ------------ | ------------ | ------------ | ------------ | ------ | ------ | ------ | ------ | ------ | ------ | -- |
| Serie A      | 23    | 15      | 5       | 7       | 3       | 24      | 16      | 15           | 1            | 4            | 10           | 11           | 24           | 30     | 6      | 11     | 13     | 35     | 40     | -5 |
| Coppa Italia | 13    | 5       | 4       | 1       | 0       | 5       | 0       | 5            | 1            | 2            | 2            | 5            | 6            | 10     | 5      | 3      | 2      | 10     | 6      | +4 |
| Coppa UEFA   |       | 2       | 1       | 0       | 1       | 3       | 3       | 2            | 0            | 0            | 2            | 0            | 5            | 4      | 1      | 0      | 3      | 3      | 8      | -5 |
| Totale       |       | 22      | 10      | 8       | 4       | 32      | 19      | 22           | 2            | 6            | 14           | 16           | 35           | 44     | 12     | 14     | 18     | 48     | 54     | -6 |

### Statistiche dei giocatori
Nel conteggio delle reti realizzate si aggiungano quattro autoreti a favore in campionato.
Nel conteggio delle reti subite si aggiungano tre attribuite a tavolino in Coppa UEFA.
| Giocatore       | Serie A  | Serie A | Coppa Italia | Coppa Italia | Coppa UEFA | Coppa UEFA | Totale   | Totale |
| Giocatore       | Presenze | Reti    | Presenze     | Reti         | Presenze   | Reti       | Presenze | Reti   |
| --------------- | -------- | ------- | ------------ | ------------ | ---------- | ---------- | -------- | ------ |
| A. Agostinelli  | 2        | 0       | 1            | 0            | 1          | 0          | 4        | 0      |
| P. Ammoniaci    | 25       | 0       | 9            | 0            | 2          | 0          | 36       | 0      |
| G. Avagliano    | -        | -       | -            | -            | -          | -          | -        | -      |
| R. Badiani      | 30       | 2       | 10           | 0            | 3          | 0          | 43       | 2      |
| S. Borgo        | 2        | 0       | 2            | 0            | -          | -          | 4        | 0      |
| F. Brignani     | 11       | 0       | 6            | 0            | 3          | 0          | 20       | 0      |
| G. Chinaglia    | 27       | 8       | 1            | 0            | 3          | 3          | 31       | 11     |
| V. D'Amico      | 22       | 4       | 8            | 2            | 1          | 0          | 31       | 6      |
| S. Di Chiara    | -        | -       | -            | -            | 1          | 0          | 1        | 0      |
| G.C. Ferrari    | 6        | 1       | 7            | 0            | 3          | 0          | 16       | 1      |
| R. Garlaschelli | 29       | 7       | 5            | 2            | 2          | 0          | 36       | 9      |
| P. Ghedin       | 22       | 0       | 9            | 0            | 2          | 0          | 33       | 0      |
| B. Giordano     | 14       | 5       | 9            | 1            | 3          | 0          | 26       | 6      |
| F. Loddi        | -        | -       | 1            | 0            | -          | -          | 1        | 0      |
| A. Lopez        | 23       | 0       | 9            | 0            | -          | -          | 32       | 0      |
| L. Manfredonia  | 5        | 0       | -            | -            | 1          | 0          | 6        | 0      |
| L. Martini      | 25       | 2       | 7            | 0            | 2          | 0          | 34       | 2      |
| D. Masuzzo      | -        | -       | 1            | 0            | -          | -          | 1        | 0      |
| A. Moriggi      | 1        | -2      | 1            | -3           | -          | -          | 2        | -5     |
| S. Petrelli     | 8        | 0       | 2            | 2            | 2          | 0          | 12       | 2      |
| L. Polentes     | 18       | 0       | 7            | 0            | 2          | 0          | 27       | 0      |
| F. Pulici       | 30       | -38     | 9            | -3           | 3          | -5         | 42       | -46    |
| L. Re Cecconi   | 25       | 1       | 8            | 2            | 2          | 0          | 35       | 3      |
| A. Rezzonico    | -        | -       | -            | -            | -          | -          | -        | -      |
| G. Wilson       | 28       | 1       | 10           | 1            | 2          | 0          | 40       | 2      |